# 熱力学的積分法
熱力学的積分法（ねつりきがくてきせきぶんほう、英: Thermodynamic integration、TI法）は、ポテンシャルエネルギーが空間座標に異なる依存性を持つ2つの任意の状態（ポテンシャルエネルギー{\displaystyle U_{A}}および{\displaystyle U_{B}}を持つ状態AおよびB）間の自由エネルギーにおける差を比較するために用いられる手法である。系の自由エネルギーは単に系の位相空間座標の関数ではなく、位相空間上のボルツマン重みをかけた積分の関数（すなわち分配関数）であるため、2つの状態間の自由エネルギー差は2つの座標セット（それぞれ状態AおよびBのもの）のポテンシャルエネルギーから直接的には計算できない。熱力学的積分法では、自由エネルギー差は状態間の熱力学的経路を定義し、この経路に沿ったアンサンブル平均エンタルピー変化を積分することによって計算される。こういった経路は実際の化学的（chemical）な過程でも錬金術的（alchemical）な過程でもよい。錬金術的（非科学的）過程の一例は、Kirkwoodの結合パラメーター法である。

## 導出
ポテンシャルエネルギー{\displaystyle U_{A}}および{\displaystyle U_{B}}を持つ状態AおよびBを考える。いずれの系におけるポテンシャルエネルギーも、分子動力学法あるいは適切なボルツマン重みを持つモンテカルロシミュレーションからサンプリングされた配置のアンサンブル平均として計算できる。ここで、
{\displaystyle U(\lambda )=U_{A}+\lambda (U_{B}-U_{A})}
として定義される新たなポテンシャルエネルギー関数を考える。上式において、{\displaystyle \lambda }は0と1の間の値を持つ結合パラメーターとして定義され、したがって{\displaystyle \lambda }の関数としてのポテンシャルエネルギは{\displaystyle \lambda =0}の系Aのエネルギーおよび{\displaystyle \lambda =1}の系Bのエネルギーとは異なる。カノニカルアンサンブルにおいて、系の分配関数は以下の式で書くことができる。
{\displaystyle Q(N,V,T,\lambda )=\sum _{s}\exp[-U_{s}(\lambda )/k_{B}T]}
この表記法では、 {\displaystyle U_{s}(\lambda )}はポテンシャルエネルギー関数{\displaystyle U(\lambda )}を持つアンサンブルにおける状態{\displaystyle s}のポテンシャルエネルギーである。この系の自由エネルギーは以下の式で定義される。
{\displaystyle F(N,V,T,\lambda )=-k_{B}T\ln Q(N,V,T,\lambda )},
λに関してFの導関数を取ると、これがλに関するポテンシャルエネルギーの導関数のアンサンブル平均と等しいことが分かる。
{\displaystyle {\begin{aligned}\Delta F(A\rightarrow B)&=\int _{0}^{1}{\frac {\partial F(\lambda )}{\partial \lambda }}d\lambda \\&=-\int _{0}^{1}{\frac {k_{B}T}{Q}}{\frac {\partial Q}{\partial \lambda }}d\lambda \\&=\int _{0}^{1}{\frac {k_{B}T}{Q}}\sum _{s}{\frac {1}{k_{B}T}}\exp[-U_{s}(\lambda )/k_{B}T]{\frac {\partial U_{s}(\lambda )}{\partial \lambda }}d\lambda \\&=\int _{0}^{1}\left\langle {\frac {\partial U(\lambda )}{\partial \lambda }}\right\rangle _{\lambda }d\lambda \\&=\int _{0}^{1}\left\langle U_{B}(\lambda )-U_{A}(\lambda )\right\rangle _{\lambda }d\lambda \end{aligned}}}
したがって、状態AとBとの間の自由エネルギー差の変化は、カップリングパラメータ{\displaystyle \lambda }上でのポテンシャルエネルギーのアンサンブル平均導関数の積分から計算することができる。実際のところは、これはポテンシャルエネルギー関数{\displaystyle U(\lambda )}を定義し、一連の{\displaystyle \lambda }値における平均配置のアンサンブルをサンプリングし、個々の{\displaystyle \lambda }値において{\displaystyle \lambda }に関する{\displaystyle U(\lambda )}のアンサンブル平均導関数を計算し、最後にアンサンブル平均導関数上の積分を計算することによって行われる。
アンブレラサンプリング法は関連した自由エネルギー計算手法である。アンブレラサンプリング法はポテンシャルエネルギーにバイアスを加える。無限に強いバイアスの限界においては、これは熱力学的積分法と等価である。

## 補足資料
- 山下 雄史「自由エネルギー計算の理論: 創薬応用を実現する定量的予測への挑戦」『アンサンブル』第17巻第2号、2015年、83-91頁、doi:10.11436/mssj.17.83。